# Kabupaten d'Indragiri Hulu
Le kabupaten d'Indragiri Hulu, en indonésien Kabupaten Indragiri Hulu, est un kabupaten de la province indonésienne de Riau dans l'île de Sumatra. Son chef-lieu est Rengat.

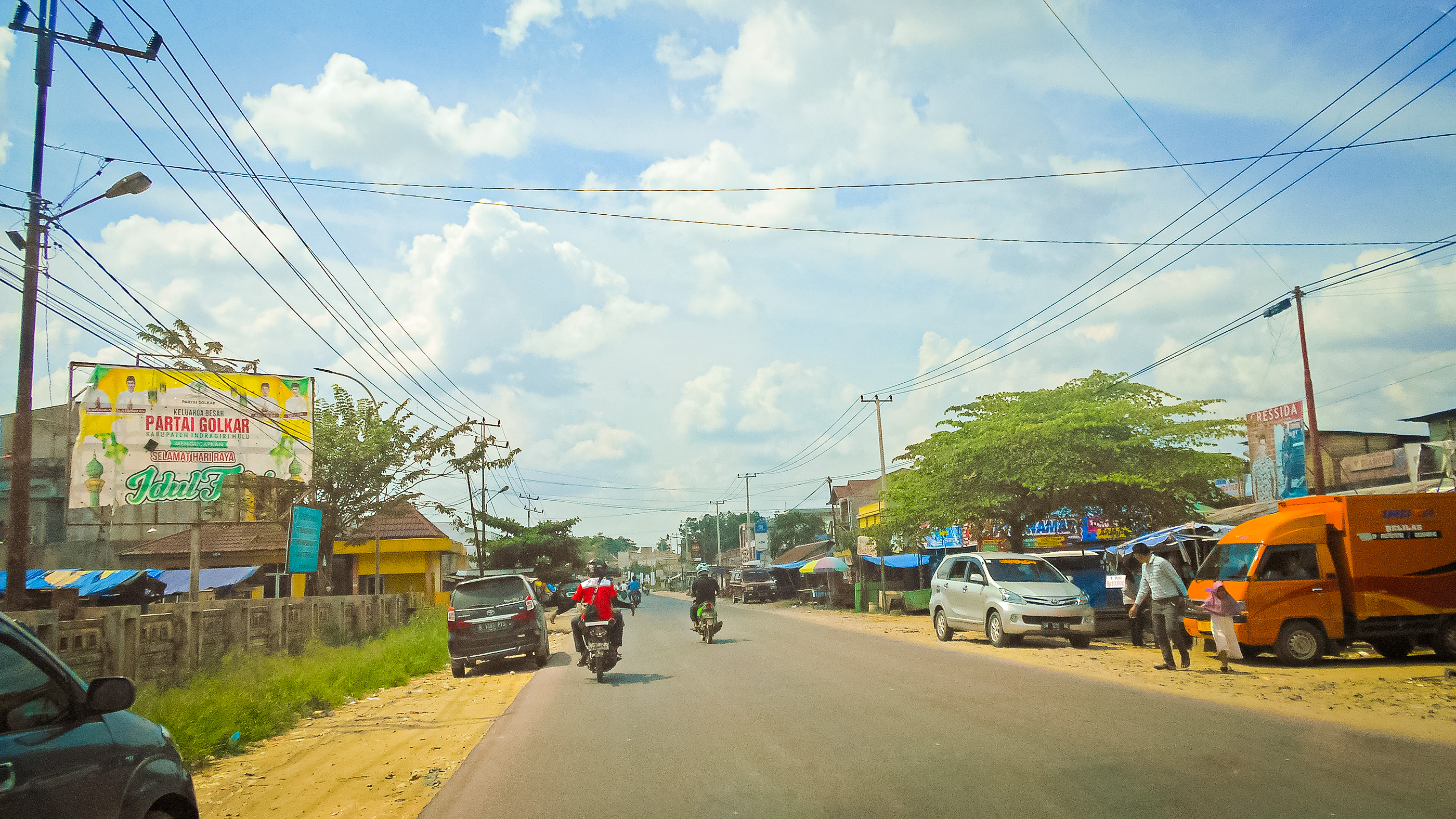
L'autoroute Trans Sumatra Est à Seberida

## Géographie
Indragiri Hulu est bordé au nord par le kabupaten de Pelalawan, à l'est par celui d'Indragiri Hilir, au sud par la province de Jambi et à l'ouest par le kabupaten de Kuantan Singingi.
Le climat est tropical, avec des précipitations annuelles moyennes de 2 266 mm et une température allant de 27 à 32 °C.

## Histoire
Dans sa Suma Oriental, l'apothicaire portugais Tome Pires, qui séjourne à Malacca de 1512 à 1515, parle du royaume d'Indragiri comme étant le débouché maritime du pays minangkabau. Il explique que les rois d'Indragiri sont apparentés à ceux de Kampar, Malacca et Pahang (aujourd'hui un État malaisien).

## Culture et tourisme
- A Indragiri Hulu se trouve le pays des Talang Mamak.
- Le kabupaten abrite le parc national de Bukit Tigapuluh, traversé par la route transsumatrienne, à environ 50 kilomètres de Rengat.
- Le cimetière des rois d'Indragiri se trouve à 17 kilomètres de Rengat.
- Le lac Menduyan
- Le lac Raja